# Phạm Văn Sơn
Phạm Văn Sơn (1915 - 1978) là một sử gia Việt Nam và là sĩ quan của Quân lực Việt Nam Cộng hòa.

## Thân thế
Ông sinh ngày 15 tháng 8 năm 1915 tại tỉnh Hà Đông cũ (nay thuộc về thành phố Hà Nội).
Trong vai trò người viết sử, ông cộng tác với Tập san Sử Địa (do một nhóm giáo viên và sinh viên trường Đại học Sư phạm Sài Gòn sáng lập) và viết rất nhiều bài nghiên cứu, như các bài "Thái độ và hành động của nhân sĩ Việt Nam trong khoảng đầu thế kỷ XX", "Để so sánh các anh hùng trước Nguyễn Huệ với Nguyễn Huệ",... Ông cũng biên khảo rất nhiều sách sử, trong đó có bộ sách sử công phu nhất của ông là Việt sử tân biên, gồm 7 quyển, biên soạn và phát hành từng quyển từ năm 1956 đến năm 1972.
Thập niên 1960, ông trở thành sĩ quan Quân lực Việt Nam Cộng hòa, ông từng là Chỉ huy trưởng trường Quân báo và Chiến tranh tâm lý Cây Mai . Chức vụ cuối cùng năm 1975 là Đại tá, trưởng Khối Quân Sử, Phòng 5 (Phòng Nghiên cứu) bộ Tổng Tham mưu.
Sau Sự kiện 30 tháng 4 năm 1975, ông phải đi học tập cải tạo do đã viết nhiều tài liệu tâm lý chiến chống quân Giải phóng khi làm sĩ quan tâm lý chiến của QLVNCH. Ngày 6 tháng 12 năm 1978, ông qua đời vì bệnh lao phổi tại Trại Cải tạo Tân Lập, huyện Sông Thao, tỉnh Vĩnh Phú (nay là xã Vô Tranh, huyện Hạ Hòa, tỉnh Phú Thọ, giống trước năm 1954).

## Sách
- Vỹ tuyến 17 (ký tên Dương Châu), Sài Gòn, 1956
- Việt sử tân biên, 7 quyển, Sài Gòn, 1956-1972
- Việt sử toàn thư, Sài Gòn, 1960
- Việt Nam tranh đấu sử, ấn bản lần đầu 1949, in lại có cập nhật 1951, 1953, 1954, 1959. Còn biết đến là Việt Nam cách mạng sử.
- Cuộc Tổng Công Kích - Tổng Khởi Nghĩa của Việt-Cộng Mậu Thân 1968, (viết cùng với Lê Văn Dương), 1968
- Quân sử Việt Nam Cộng hòa
- Việt Nam hiện đại sử yếu, Nhà xuất bản Thanh Bình, Hà Nội, 1952.